# Psectra hageni
Psectra hageni is een insect uit de familie van de bruine gaasvliegen (Hemerobiidae), die tot de orde netvleugeligen (Neuroptera) behoort. 
Psectra hageni is voor het eerst wetenschappelijk beschreven door Banks in 1932.